# Gurupura, Channagiri
Gurupura là một làng thuộc tehsil Channagiri, huyện Davanagere, bang Karnataka, Ấn Độ.